# Coberley
Coberley è un villaggio e parrocchia civile dell'Inghilterra, appartenente alla contea del Gloucestershire. Si trova presso la confluenza di vari ruscelli che formano il fiume Churn, un affluente del fiume Tamigi.